# 高橋靖子
高橋 靖子（たかはし やすこ、1967年5月26日 - ）は、日本のお笑いタレント、喜劇女優、女優。吉本新喜劇座員。
東映専属女優時代の芸名は武田 京子（たけだ きょうこ）。
岐阜県不破郡垂井町出身。滋賀県立短期大学卒業。吉本興業所属。未婚。　

## 芸歴・人物
1987年、第3期東映の第3期ミス映画村コンテストでグランプリを受賞。武田京子の芸名で、東映京都専属女優として芸能界入りし、「大岡越前 第10部」でデビュー。数多くの時代劇に出演した。
1997年、30歳になったのをきっかけに東映の方針もあり退社し、一度芸能界を引退した。その後1999年、宮川大助・花子の京都シアター1200での公演オーディションで合格し、1ヶ月公演に出演した縁で吉本興業からスカウトを受け、同年10月に新喜劇へ入団した。
未知やすえ同様、新喜劇では美形を活かして永遠のマドンナ役で出演している。ヤクザ役を「二度と来んな、ボケー!!」と罵倒し、追い払うなど「マドンナの匂いを残したお笑い芸人」への脱皮を試みた時期もあった。
鼻の高い瓜実顔を持つ美人だが、劇中では辻本茂雄などにその鼻を「大きい」といじられることもあり、すっちーからは「大塚家具の社長」といじられる。また前田真希同様、主にすっちーから貧乳をネタにされることがある。

## 出演

### テレビドラマ
武田京子 名義 （東映京都時代）
- 大岡越前（TBS / C.A.L）
  - 第十部（1988年） - おたま
  - 第十一部 - 第十三部（1990年 - 1993年） - お梅
- 暴れん坊将軍シリーズ（ANB / 東映）
  - 暴れん坊将軍III
    - 第44話「母の情けの舞扇」（1988年） - お篠
    - 第100話「春遠き お捨屋敷の女」（1990年） - おはつ

  - 暴れん坊将軍IV
    - 第16話「女賞金稼ぎ、江戸を斬る!」（1991年） - おしの
    - 第26話「江戸城反乱! 連判状に仕掛けられた罠!!」SP（1991年）
    - 第67話「三年目の新妻化粧!」（1992年） - 小夜

  - 暴れん坊将軍V
    - 第25話「盗っ人新さん、二代目襲名!」（1993年） - お初
    - 第39話「対決! みちのく恋風剣法」（1994年） - 桑山千加

  - 暴れん坊将軍VI
    - 第18話「母恋い人形、やじろべえ」（1995年） - おきち

  - 暴れん坊将軍VII
    - 第8話「初手柄! おぶんの大奥退治」（1996年） - お糸
    - 第15話「花の板前、妻敵討ち!」（1996年）- 千佐

  - 暴れん坊将軍VIII
    - 第1話「登場! 吉宗を振った女」（1997年）- 萩野
- 新春大型時代劇スペシャル 「織田信長」（1989年1月1日、TBS）
- あどりぶランドドラマスペシャル 「杉田玄白とn・u　NAGAYA NO UCHUZIN」（1989年1月4日、MBS）
- 翔んでる!平賀源内 （1989年、TBS） - お夏
- 火曜スーパーワイド 「山村美紗の密室ミステリー　京舞妓殺人事件 舞妓さんは名探偵II　ニセブランド品が死を招く!」（1989年8月1日、ANB） - 舞妓・豆花
- 長七郎江戸日記（NTV / ユニオン映画）
  - 第2シリーズ 第38話「天女が舞った夜」（1989年1月17日）- おしず
  - 第3シリーズ 第2話「姉妹かんざし」（1990年10月23日）- お京
- 八百八町夢日記（NTV / ユニオン映画）
  - 第1シリーズ 第1話「娘たちを追って」（1989年10月17日）
  - 第1シリーズ 第2話「命を賭けて」（1989年10月24日）
  - 第2シリーズ 第6話「神様が憎い!」（1991年11月19日） - お袖（福島屋の娘）
  - 第2シリーズ 第18話「花の吉原大脱走」（1992年2月25日） - おはつ
- 年末時代劇スペシャル「勝海舟」（1990年、NTV）
- 水戸黄門（TBS / C.A.L）
  - 第18部 第6話「めざす敵は領主様-佐野-」（1988年）- 芸者
  - 第20部 第11話「陰謀渦巻く高松城-高松-」（1991年）- お葉
  - 第21部 第11話「姫君替玉大作戦-阿蘇-」（1992年）- 侍女
  - 第22部 第21話「妻をも騙した武士の真実 -萩-」（1993年） - 秋乃
- あばれ八州御用旅 第2シリーズ （TX / ユニオン映画）
  - 第3話「五六八なみだ旅」（1991年）
  - 第8話 「平八郎を仇と狙う女」（1991年）- おなみ
  - 第21話 「旅人平八郎怒りの賭場荒らし」（1991年） - お玉
- 三匹が斬る! シリーズ（テレビ朝日）
  - 続・三匹が斬る! 第18話「さらば三匹、今宵大江戸の露と消ゆ?!」（1989年）
  - 続続・三匹が斬る! 第7話「まぼろしの、父が恋しい夢芝居」（1990年）
  - また又・三匹が斬る! 第9話　「湯煙り血煙り咲いた女の三度笠」（1991年） - お光
  - 新・三匹が斬る! (1992年）
    - 第3話「消えた女房、砂金地獄に咲いた花」 - お弓
    - 第12話「非情剣！これが噂のオオカミ男」 - 琴江
- 名奉行 遠山の金さんシリーズ（ANB / 東映）
  - 第3シリーズ 第20話「美人姉妹の七変化」（1991年） - 小扇
  - 第4シリーズ 第20話「妻を売った武士」（1992年） - おつや
  - 第5シリーズ 第2話「お婆ちゃんは見た」（1993年） - おきみ
  - 第7シリーズ 第5話「白い肌の誘惑嫁姑の真剣勝負」（1995年） - お糸
  - 遠山の金さんVS女ねずみ 第4話　「財産狙い! 草笛を吹く若妻」（1997年） - お光
- 人形佐七捕物帳 凶悪けものを追え!江戸の華 美人役者に迫る魔手! （1992年4月7日、TX） - 芸者・小りん
- 銭形平次（CX / 東映）※北大路欣也版
  - 第2シリーズ 第3話「家元の死」（1992年）
  - 第3シリーズ 第16話「四人の容疑者」（1993年） -　長屋の住人
  - 第4シリーズ 第6話「四番目の男」（1994年） - 骨董屋「讃岐屋」の一人娘
- 荒木又右衛門「決闘鍵屋の辻」（1993年3月23日、NTV）
- 月曜ドラマスペシャル （TBS）
  - 「金田一耕助の傑作推理17 三つ首塔　呪われた遺産が招く血の惨劇（1993年7月5日）
  - 「京都映画女優殺人事件」（1994年6月20日）
- 眠狂四郎Ⅱ 江戸城に渦巻く陰謀!（1993年9月30日、ANB）
- 金曜エンタテイメント （CX）
  - 「山村美紗サスペンス　京都ミス映画村殺人事件」（1993年11月5日）
  - 「山村美紗サスペンス　京都祇園八坂をどり殺人事件」（1997年10月24日）
- 喧嘩屋右近 第3シリーズ 第1話（SP）「花のお江戸でよろずもめごと引き受け候」（1994年、TX）
- 江戸の用心棒 第18話「狙われた父娘」（1994年） - お稲
- 素浪人 花山大吉 能天気だがメッポウ強い!名コンビ新装復活 大吉・半次が金山地獄大暴れ（1995年4月1日、ANB / 東映）
- 東映太秦映画村開村20周年記念「元禄太平記・忠臣蔵討入の助っ人たち」（ANB、1995年10月7日）
- 忍者返し水の城 宇都宮釣り天井の謎（ANB、1996年4月30日）
- 南町奉行事件帖 怒れ! 求馬 第1部 第2話「大奥に駒が飛ぶ」（1997年11月10日、TBS）- お定

高橋靖子 名義
- 南町奉行事件帖 怒れ! 求馬 第1部 第12話「消えた死体」（1997年1月26日、TBS）- おさと
- 水戸黄門 第28部 第25話「お銀涙の子守唄-岡山-」（2000年、TBS）- お貞
- 火曜スペシャル「なにコレ!?」（第6回）「よしもと新喜劇ミステリー 名探偵内場勝則　湯けむり殺人事件～混浴露天風呂に浮かぶ　美人女将の殺意～」（2001年12月4日、TVO）

### バラエティ
- よしもと新喜劇（毎日放送）
- 新喜劇すー（2010年1月22日、毎日放送） - CAFE KIKIの店主
- おはよう朝日です（朝日放送）

### 映画
- 華の乱（1988年、監督：深作欣二/東映作品）
- 江戸城大乱（1991年、監督：舛田利雄/東映作品）
- 東雲楼女の乱（1994年、監督：関本郁夫/東映作品）
- 教育映画 「頑張れ青春先生」（1994年）※テレビ放送（1994年7月21日、YTV）
- ストップモーション（1999年、監督：寿野俊之/配給：阪野パノラミイク）

### CM
- 静岡県連JA
- 正露丸（大幸薬品）
- 関西電力『関電SOS』（2010年8月 - ）